# Роберт Плот
Роберт Плот (англ. Robert Plot; 13 грудня 1640 — 30 квітня 1696) — англійський натураліст, перший професор хімії в Оксфордському університеті та перший хранитель Ешмолівського музею.

## Молодість і освіта
Роберт Плот народився в Бордені, графство Кент, у сім'ї Роберта Плота Старшого та Елізабет Патенден і був охрещений 13 грудня 1640 року. Здобув освіту у вільній школі Вай у Кенті. У 1658 році він вступив до Магдален Голл в Оксфорді, де здобув ступінь бакалавра в 1661 році та ступінь магістра в 1664 році. Згодом Плот викладав та працював деканом і заступником директора в Magdalen Hall, готуючись до бакалаврату і докторату з цивільного права, які він отримав у 1671 році, перш ніж перейти до університетського коледжу в 1676 році.

## Природнича історія та хімія
На той час Плот уже зацікавився систематичним вивченням природної історії та старожитностей. У червні 1674 року за підтримки Джона Фелла, єпископа Оксфорда, та Ральфа Батерста, віцеректора університету, Плот почав вивчати та збирати артефакти в прилеглій місцевості, опублікувавши свої відкриття через три роки в «Природній історії Оксфорда». У цій роботі він описав і проілюстрував різні гірські породи, мінерали та скам'янілості, включаючи першу відому ілюстрацію кістки динозавра, яку він приписував гігантській людині (пізніше визнану стегновою кісткою мегалозавра), але вважав, що більшість скам'янілостей не були останкам живих організмів, а скоріше кристалізації мінеральних солей із випадковою зоологічною формою.
Прихильне сприйняття його відкриттів не тільки принесло йому прізвисько «вчений доктор Плот», а й призвело до його обрання до Лондонського королівського товариства 6 грудня 1677 року, де він став секретарем товариства та співредактором журналу Філософські праці (144—178) з 1682 по 1684 роки. Іншим наслідком його успіху було його призначення першим хранителем новоствореного Ешмолівського музею в 1683 році, а також його одночасне призначення першим професором хімії в новій добре обладнаній лабораторії, розташованій у музеї.
У галузі хімії він шукав універсальний розчинник, що його, як він гадав, можна отримати з винних спиртів, і вважав, що алхімія необхідна для медицини. У 1684 році Плот опублікував De origine fontium, трактат про походження джерел, які він приписував підземним каналам, що виходять з моря. У публікації своєї другої книги «Природна історія Стаффордширу» у 1686 році Плот переключив свою увагу на археологію, але неправильно витлумачив римські останки як саксонські. Він також описував подвійний захід сонця, який можна побачити з Ліка, танець абата Бромлі Хорн. і, вперше, так званого польського лебедя.

## Пізніше життя і смерть
У 1687 році Архієпископ Кентерберійський призначив Плота державним нотаріусом, а також призначив Секретарем лицарського суду Норфолка. Плот подав у відставку зі своїх постів в Оксфорді в 1690 році, після чого одружився з Ребеккою Бурман з Лондона та переїхав у свій маєток Саттон Барн у своєму рідному місті Борден, де він працював над «Природною історією Міддлсекса і Кента», але так і не завершив її. Посада надзвичайного герольда Моубрея була створена в січні 1695 року для Плота, якого лише через два дні призначили реєстратором Колегії герольдів. Попри те, що у вересні 1695 року Плот мав можливість вирушити в археологічну експедицію Англією, він сильно страждав від сечокам'яної хвороби і помер від неї 30 квітня 1696 року у віці 55 років. Він був похований у церкві Борден, де меморіальна дошка вшановує його пам'ять.